# Liste de jeux vidéo Les Simpson
La liste de jeux vidéo Les Simpson répertorie les nombreuses adaptations en jeu vidéo de la série télévisée d'animation américaine Les Simpson.
Les jeux vidéo basés sur la série ont été publiés sur de nombreuses plateformes depuis 1991. Un des premiers jeux Les Simpson, The Simpsons: Arcade Game (1991), développé et publié par Konami, a été sorti sur Commodore 64 et PC (DOS). Bart vs. the Space Mutants (1991), quant à lui développé par Imagineering, a étendu la franchise vers de nouvelles plateformes, notamment l'Amstrad CPC, la NES et le Master System. La franchise a continué à s'étendre aux cours des années suivantes grâce à des jeux exclusifs à certaines plateformes, tels que le Cartoon Studio (1996) pour les PC ou encore The Simpsons Wrestling (2001) pour la PlayStation. La sortie de Les Simpson, le jeu (2007), développé par Electronic Arts et EA Redwood Shores, a permis d'étendre la franchise à encore plus de plateformes, que ce soit la Wii, la Xbox 360 ou encore la PlayStation 3.
Du fait de la longévité de cette série, les jeux vidéo Les Simpson se retrouvent sous de nombreux genres, tels que les jeux de réflexion avec Krusty's Fun House (1992), les jeux de sport avec Itchy and Scratchy in Miniature Golf Madness (1993) ou encore les jeux de course avec The Simpsons: Road Rage (2001). Les Simpson fait également partie des franchises mises en avant dans le jeu de jouet vidéo Lego Dimensions.